# Хортон слышит ктошек!
«Хо́ртон слы́шит кто́шек!» (англ. Horton Hears a Who!) — детская сказка, написанная и проиллюстрированная Доктором Сьюзом, вышла в 1954 году в издательстве Random House.
Это вторая книга Доктора Сьюза, в которой присутствует Хортон, так как первой была «Хортон высиживает яйцо». Ктошки из данной книги позже появятся в сказке «Как Гринч украл Рождество».

## Сюжет
В книге рассказывается о слоне Хортоне, который, плескаясь в бассейне, слышит маленькую пушинку, разговаривающую с ним. Хортон полагает, что маленький-маленький человечек живет на пушинке, и кладет её на цветок клевера, пообещав защитить. Позже он обнаруживает, что пушинка — это на самом деле крошечная планета, на которой находится город Ктовиль, населённый микроскопическими существами под названием «ктошки». Мэр Ктовиля просит Хортона защитить их мир от опасностей, на что последний охотно соглашается, провозглашая на протяжении всей книги, что «человек — это личность, каким бы маленьким он ни был».
Во время защиты пушинки с миром ктошек Хортона высмеивают и преследуют другие животные, которые не верят Хортону, что якобы на какой-то пушинке живёт то, чего они не могут видеть или слышать. Сначала его критикует кенгуриха Сур, и водяные волны, которые она создаёт, прыгнув в бассейн, чуть не задевают пушинку. Хортон решает найти для неё более безопасное место. Однако новости о его странном новом поведении быстро распространяются, и вскоре его начинает преследовать группа обезьян. Они крадут у Хортона клевер с пушинкой и отдают его Владу, черноглазому стервятнику. Влад летит с клевером на большое расстояние в горы, а Хортон бежит за ним, пока Влад не роняет клевер в поле, заполненное множеством похожих цветов.
После долгих поисков Хортон, наконец, находит клевер с пушинкой на нём. Мэр сообщает, что после падения Ктовиль был немного разрушен. Хортон внезапно почувствовал, что кенгуриха и обезьяны догоняют его. Они ловят Хортона, связывают, забирают у него клевер с пушинкой и решают бросить его в горшок с кипящим маслом. Чтобы спасти Ктовиль, Хортон умоляет маленьких человечков кричать как можно громче, чтобы доказать своё существование. Поэтому почти все в Ктовиле кричат, поют и играют на инструментах, но никто, кроме Хортона, к сожалению, не слышит их. Один очень маленький ктошка по имени ДжоДжо, который ранее играл с йо-йо вместо того, чтобы шуметь вместе с остальными, поднимается с мэром на вершину башни, где ДжоДжо через мегафон выпускает громкий «Йо-о-о!!!», благодаря которому, наконец, кенгуриха и обезьяны услышали ктошек. Теперь, убеждённые в существовании ктошек, другие животные верят Хортону и тоже обещают ему защитить крошечный мир.

## История
Осенью 1953 года Сьюз начал работу над сказкой «Хортон слышит ктошек!». Основная тема книги «человек это личность, какой бы маленький он ни был» — реакция Сьюза на его визит в Японию, где важность личности была захватывающей для него новой концепцией. Сьюз, который до и во время Второй мировой войны был подвержен сильным антияпонским настроениям, резко изменил свои взгляды после войны и использовал эту книгу в качестве аллегории послевоенной оккупации страны. Он посвятил книгу японскому другу.

## Культурное влияние
- Сказка «Хортон слышит ктошек!» написана четырёхстопным анапестом[англ.], как и многие другие книги доктора Сьюза. Однако, в отличие от некоторых его книг, «Хортон» держит моральное послание.
- Книга вдохновила создателей правил проектирования для криптографических систем, известных как Принцип Хортона[англ.][2][3].

## Экранизации
- В 1970 году появился одноимённый мультфильм[англ.], снятый специально для телевидения, в котором Хортона озвучил Ханс Чонрид[англ.]. Режиссером выступил Чак Джонс (который также руководил телевизионной версией «Как Гринч украл Рождество»).
- В 1987 году в СССР была снята своя экранизация Друзья мои, где вы?. В данном мультфильме не было стервятника Влада, а ктошки назывались просто — ктото.
- В 1992 году, Алексей Караев выпустил в России 19-минутный мультфильм «Я вас слышу». Анимация мультфильма отличается совсем другим визуальным стилем[4].
- В 2008 году вышел одноимённый полнометражный мультфильм Хортон[5], в котором главные роли Хортона и мэра ктошек озвучили Джим Керри и Стив Карелл[6]